# Пісні без слів
Пісні без слів (нім. Lieder ohne Worte) − фортепіанні п'єси Фелікса Мендельсона, зібрані у 8 зошитів по 6 п'єс у кожній. Складалися Мендельсоном протягом всього його життя: перший зошит розпочато 20-річним композитором, остання завершена через 16 років і за 2 роки до смерті.

## Зміст
- Зошит 1, Op. 19 (1829–1830)
- Зошит 2, Op. 30 (1833–1834)
- Зошит 3, Op. 38 (1836–1837)
- Зошит 4, Op. 53 (1839–1841)
- Зошит 5, Op. 62 (1842–1844)
- Зошит 6, Op. 67 (1843–1845)
- Зошит 7, Op. 85 (1834–1845)
- Зошит 8, Op. 102 (1842–1845)

## Пісні без слів у інших композиторів
Форма вільної наспівної фортепіанної мініатюри привернула увагу інших композиторів романтичного напряму. Після Мендельсона п'єси під такою назвою створили Шарль Валантен Алькан, Ігнац Мошелес, Антон Рубінштейн, Едвард Гріг, Габріель Форе.